# Chen Hong
Chen Hong (kinesiska: 陈红), född den 28 februari 1970, är en kinesisk softbollspelare.
Hon tog OS-silver i samband med de olympiska softboll-turneringarna 1996 i Atlanta.